# アバクロンビー (モニター・初代)
|          |                                                                                                  |
| 艦歴     |                                                                                                  |
| 発注     |                                                                                                  |
| 起工     | 1914年12月12日                                                                                   |
| 進水     | 1915年4月15日                                                                                    |
| 就役     | 1915年5月1日                                                                                     |
| 退役     |                                                                                                  |
| その後   | 1927年6月25日に売却                                                                              |
| 除籍     |                                                                                                  |
| 性能諸元 |                                                                                                  |
| 排水量   | 6,150トン                                                                                        |
| 全長     | 334.5 ft (102.0 m)                                                                               |
| 全幅     | 90 ft (27 m)                                                                                     |
| 吃水     | 10.2 ft (3.1 m)                                                                                  |
| 機関     |                                                                                                  |
| 最大速   | 6ノット (11 km/h)                                                                                |
| 乗員     | 198名                                                                                            |
| 兵装     | 14インチ砲2門、 12ポンド砲2門、 3ポンド対空砲1門、 2ポンド対空砲1門、 6インチ砲1門（1918年増設） |

アバクロンビー (HMS Abercrombie) はイギリス海軍のモニター。アバクロンビー級4隻のうちの一隻。

## 艦名
同級4隻は艦名決定前は「M.1」から「M.4」とされ、1915年2月に各艦に南北戦争の指導者にちなんだ艦名がつけられるもアメリカの抗議によって「M.1」から「M.4」に戻され、1915年6月19日にイギリス軍人にちなむ新たな名前が決定された。
この艦は「M.1」、「アドミラル・ファラガット (Admiral Farragut)」（元は「ファラガット」）、「M.1」、「アバクロンビー」と変わっている。「アバクロンビー」の名はラルフ・アバクロンビー将軍にちなむ。

## 艦歴
ベルファストのハーランド・アンド・ウルフ社で建造。1914年12月12日起工。1915年4月15日進水。同年5月29日竣工。
アバクロンビー級モニターは4隻ともガリポリの戦いへの投入が決まり、「アバクロンビー」は1915年6月24日に「シーシュース」に曳航されて出発し、7月12日にレムロス島のムドロスに到着した。
ガリポリの戦い後も、「アバクロンビー」は終戦まで地中海で活動した。
1919年4月19日にデヴォンポートに帰還し、5月9日に除籍。1927年6月25日にT. W. ウォード社に売却され、同年中に解体された。主機は貨客船「ユーゴスラヴィア」用として売却された。

## 要目
- 排水量（竣工時）：6150トン（満載）、5300トン（軽荷）
- 全長：334フィート6インチ（101.96m）
- 全幅：90フィート2インチ（27.48m）
- 機関：バブコック&ウィルコックス製水管缶2基、ハーランド&ウルフ社ベルファスト製四段膨張式機関2基（2000指示馬力）、2軸
- 速力：設計10ノット、公試7.04ノット
- 乗員：士官12名、下士官兵186名
- 兵装
  - 竣工時：14インチ砲2門（連装1基）、12ポンド砲2門、3ポンド高角砲1門、2ポンド高角砲1門、0.303（7.7mm）機銃4挺
  - 終戦時：14インチ砲2門、6インチ砲1門、12ポンド高角砲2門、3インチ高角砲1門、3ポンド2門、2ポンド1門
- 出典[7]